# Chaltenia
Chaltenia is een geslacht van kevers uit de familie van de loopkevers (Carabidae). De wetenschappelijke naam van het geslacht is voor het eerst geldig gepubliceerd in 2001 door Roig-Junent & Cicchino.

## Soorten
Het geslacht Chaltenia is monotypisch en omvat slechts de volgende soort:
- Chaltenia patagonica Roig-Junent et Cicchino, 2001